# اچ‌ام‌اس آلفرد (۱۷۷۸)
اچ‌ام‌اس آلفرد (۱۷۷۸) (به انگلیسی: HMS Alfred (1778)) یک کشتی بود که طول آن ۱۶۹ فوت (۵۲ متر) بود. این کشتی در سال ۱۷۷۸ ساخته شد.